# Béatrice Basse
Pour les articles homonymes, voir Basse.
Béatrice Basse, née le 6 janvier 1976 à Suresnes, est une footballeuse française évoluant au poste d'attaquante.

## Carrière

### Carrière en club
Béatrice Basse réalise l'intégralité de sa carrière au Paris Saint-Germain, club avec lequel elle remporte le championnat de France de deuxième division en 2001.

### Carrière en sélection
Béatrice Basse compte deux sélections en équipe de France en 2002.
Elle reçoit sa première sélection en équipe nationale le 3 avril 2002, en amical contre le Japon (victoire 1-0). Elle joue son second et dernier match le 20 avril 2002, pour le compte des éliminatoires de la Coupe du monde féminine 2003, contre la République tchèque (victoire 4-1).

## Statistiques
| Saison                | Club                  | Championnat           | Championnat | Championnat | Coupe(s) nationale(s) | Coupe(s) nationale(s) | Total | Total |
| Saison                | Club                  | Division              | M.          | B.          | M.                    | B.                    | M.    | B.    |
| 2001-2002             | Paris Saint-Germain   | Division 1            | 11+         | 11          |                       |                       | 11    | 11    |
| 2002-2003             | Paris Saint-Germain   | Division 1            | 1+          | 1           |                       |                       | 1     | 1     |
| 2003-2004             | Paris Saint-Germain   | Division 1            | 16          | 4           |                       |                       | 16    | 4     |
| 2004-2005             | Paris Saint-Germain   | Division 1            | 15          | 1           | 2+                    | 2                     | 17    | 3     |
| Total sur la carrière | Total sur la carrière | Total sur la carrière | 43          | 17          | 2                     | 2                     | 45    | 19    |